# Station Langeskov
Station Langeskov is een station in Langeskov in de  Deense gemeente  Kerteminde. Het station ligt aan de spoorlijn van Nyborg naar Fredericia, de hoofdverbinding tussen Kopenhagen en Jutland. Het station wordt alleen aangedaan door regiotreinen.

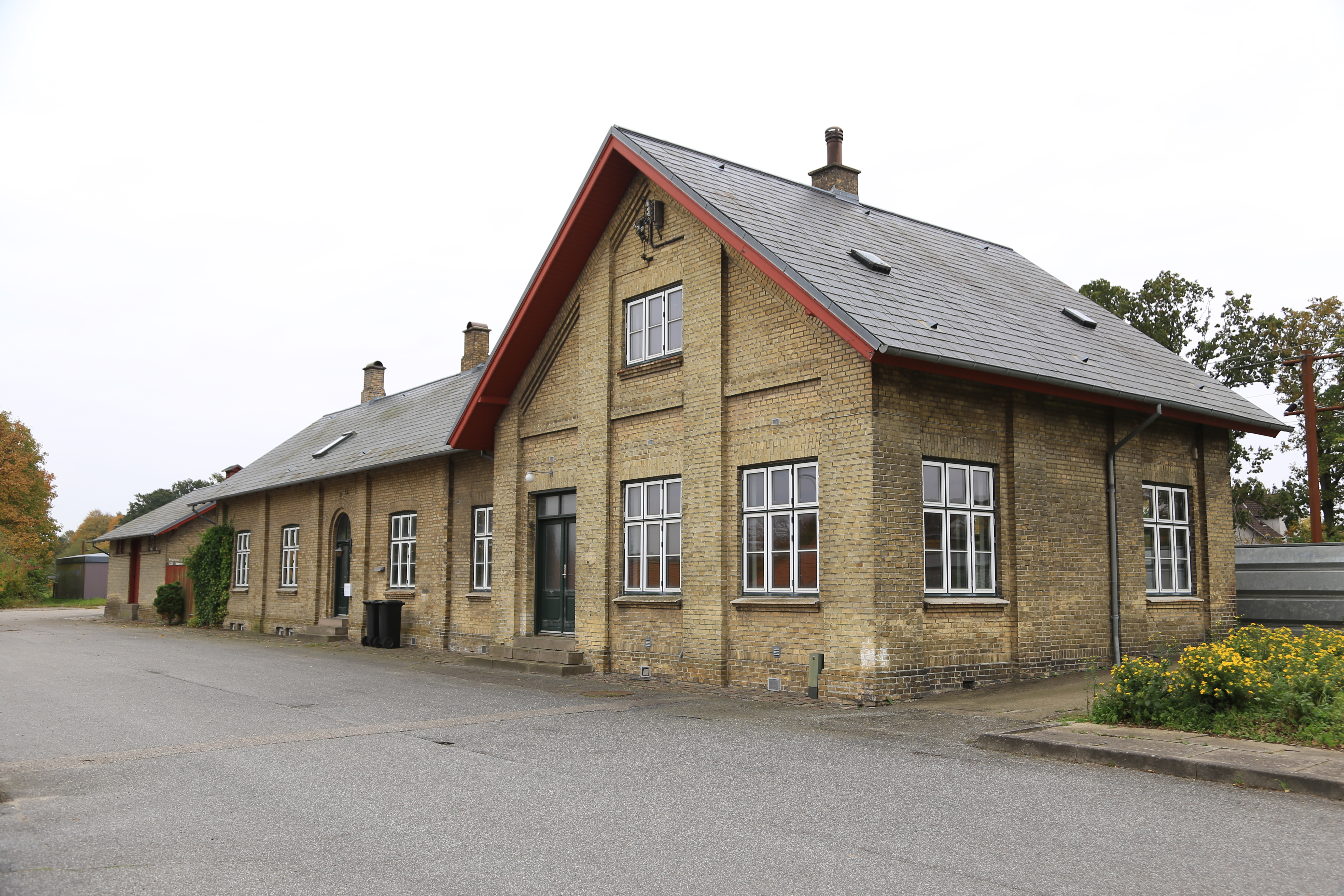
Het eerste station

Het eerste station in Langeskov werd geopend in 1865. Het stationsgebouw is nog steeds aanwezig. Dat station werd in 1977 gesloten voor personenvervoer. In 2015 werd 300 meter ten westen van het oude station een nieuwe halte geopend. De halte heeft een abri en een kaartautomaat.